# Ernst von Siemens Kunststiftung

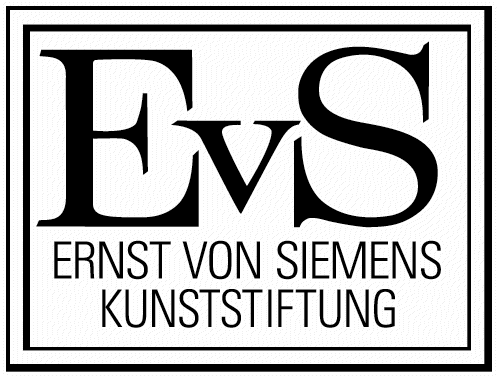
Logo der Ernst von Siemens Kunststiftung

Die Ernst von Siemens Kunststiftung ist eine Stiftung bürgerlichen Rechts mit Sitz in München und der Geschäftsstelle in Berlin. Die im Jahr 1983 von Ernst von Siemens gegründete Stiftung, widmet sich der Förderung Bildender Kunst. Im Jahr 2025 wurde die Ukraine-Förderlinie der Stiftung mit dem Kulturförderpreis des Kulturkreises der deutschen Wirtschaft ausgezeichnet.

## Stifter
Der Stifter Ernst von Siemens war der jüngste Enkel des Firmengründers Werner von Siemens. Er gründete neben der Kunststiftung zwei weitere Stiftungen, die Carl Friedrich von Siemens Stiftung zur Förderung der Wissenschaften (1958) sowie die Ernst von Siemens Musikstiftung zur Förderung der Musikpflege und Musikforschung (1972).

## Stiftungskapital und Personal
Bei der Gründung stattete Ernst von Siemens die Stiftung mit Kapital aus seinem Privatvermögen aus. Hinzu kamen kontinuierliche Zustiftungen sowohl aus seinem Vermögen als auch mit Kapital aus der Siemens AG. Testamentarisch hinterließ Ernst von Siemens der Stiftung einen weiteren Teil seines Vermögens sowie seine private Kunstsammlung.
Die Gesamtfördersumme der Ernst von Siemens Kunststiftung beläuft sich auf einen mehrstelligen Millionenbetrag. Gefördert wurden bis Mai 2025 unter anderem der Erwerb von mehr als 580 Kunstwerken bzw. Konvoluten, über 360 Restaurierungsprojekte, rund 1000 Ausstellungen und Ausstellungskataloge sowie etwa 360 wissenschaftliche Bestandskataloge. Je nach Anzahl und Umfang der Anträge vergibt die Stiftung jährlich zwischen 130 und 160 Förderzusagen. Teilweise stellte die Siemens AG zusätzlich Zuwendungen zur Verfügung, wenn die Stiftung selbst dies im Einzelfall nicht konnte.
Während der Gründung und des Aufbaus der Kunststiftung wurde Ernst von Siemens durch Heribald Närger (1923–2015) unterstützt. Dieser war Vorsitzender des Stiftungsrates und schließlich Ehrenvorsitzender der Kunststiftung. Vorsitzender des Stiftungsrates ist Dirk Syndram, Generalsekretär ist seit Oktober 2014 der Kunsthistoriker Martin Hoernes.

## Zweck und Methoden
Zweck der Stiftung ist gemäß Satzung die Förderung der Bildenden Kunst, vor allem durch den Ankauf von Kunstwerken oder die finanzielle Unterstützung öffentlicher Kunstsammlungen beim Erwerb von Kunstobjekten. Außerdem wird die Restaurierung von Kunstwerken, die Erstellung von Bestandskatalogen von kunsthistorisch überregional bedeutsamen Beständen sowie die Erarbeitung Werkverzeichnissen historischer Künstler finanziell unterstützt. Beispiele für die Förderung wissenschaftlicher Bestandskataloge sind die beiden digitalen Projekte Digital Benin und The Royal Dresden Porcelain Collection, die jeweils mit dem renommierten Apollo Award in der Kategorie „Digital Innovation of the Year“ ausgezeichnet wurden.
Ausgeschlossen von der Förderung sind Musik, Gegenwartskunst und Maßnahmen der Denkmalpflege. Die Stiftung kann auch kurzfristig eine Vorfinanzierung für Ankäufe realisieren, um am Kunstmarkt flexibler zu sein. Hierbei erhält die ankaufende Institution ein zinsloses Darlehen. Bei jeder Förderung erwirbt die Stiftung ein Miteigentum an den Objekten. Viele Fördermaßnahmen werden gemeinschaftlich mit anderen Stiftungen realisiert.

### Ukraine-Förderlinie
Angesichts des Krieges in der Ukraine hat die Ernst von Siemens Kunststiftung gemeinsam mit der Hermann Reemtsma Stiftung die Ukraine-Förderlinie ins Leben gerufen. Die Förderlinie ermöglicht geflüchteten Museumsmitarbeiterinnen und -mitarbeitern sowie Restauratorinnen und Restauratoren die Weiterarbeit an deutschen Museen, unterstützt die Restaurierung beschädigten ukrainischen Kulturguts und fördert die Zusammenarbeit zwischen deutschen und ukrainischen Museen. So entstanden unter anderem die großen Ausstellungsprojekte Licht in dunklen Zeiten und Von Odesa nach Berlin. Darüber hinaus wurden Projekte wie der Aufbau des Ukraine Art Aid Centers sowie die Lieferung technischer Ausstattung an ukrainische Bibliotheken und Museen durch Siemens Caring Hands e. V. ermöglicht. Bislang konnten auf diese Weise über 40 Personen unterstützt werden.

### Corona-Förderlinie
Als Reaktion auf die Corona-Krise zu Beginn des Jahres 2020 und dem Wegbrechen der Aufträge für freiberufliche Wissenschaftler und Restaurator, die an Museen arbeiten, wurde die Corona-Förderlinie ins Leben gerufen. Der Stiftungsrat und Vorstand stellten insgesamt über 2,5 Millionen Euro zur Verfügung, um ein unkompliziertes, digital abgewickeltes Verfahren auf den Weg zu bringen, und dies bereits am 18. März 2020, sieben Tage bevor der Bundestag „eine epidemische Lage von nationaler Tragweite“ feststellte. Die positive Resonanz motivierte schon nach wenigen Monaten Laufzeit zwei private Mäzene zu Spenden von insgesamt 250.000 Euro zur Kofinanzierung des Programms. Mit dem Ausgang des Geschäftsjahres 2021/2022 lief die Corona-Förderlinie der Ernst von Siemens Kunststiftung aus. Insgesamt konnten 217 Projekte mit 2,75 Millionen Euro unterstützt werden.

### Kunst auf Lager
Die Stiftung war Teil der Initiative Kunst auf Lager, eines Bündnisses von vierzehn privaten und öffentlichen Förderern. Ihr gemeinsames Ziel war die Erschließung und Sicherung von Sammlungsobjekten, die sich nicht in einer Ausstellung, sondern in Magazinen oder Depots befinden. Die Initiative regte Museumsteams an, entsprechende Förderanträge bei den Bündnispartnern zu stellen. Die Initiative Kunst auf Lager lief im November 2018 nach fünfjähriger Zusammenarbeit erfolgreich aus. Die Ernst von Siemens Kunststiftung hat insgesamt 44 umfangreiche Restaurierungsprojekte gefördert und zum Druck oder zur Onlinestellung von über 40 Bestandskatalogen beigetragen.

## Geförderte Objekte (Auswahl)
- Ernst Ludwig Kirchner: Potsdamer Platz, Alte Nationalgalerie Berlin. Gemeinschaftsankauf, zusammen mit den Staatlichen Museen, der Kulturstiftung der Länder sowie der Bundesregierung (1999).[19]

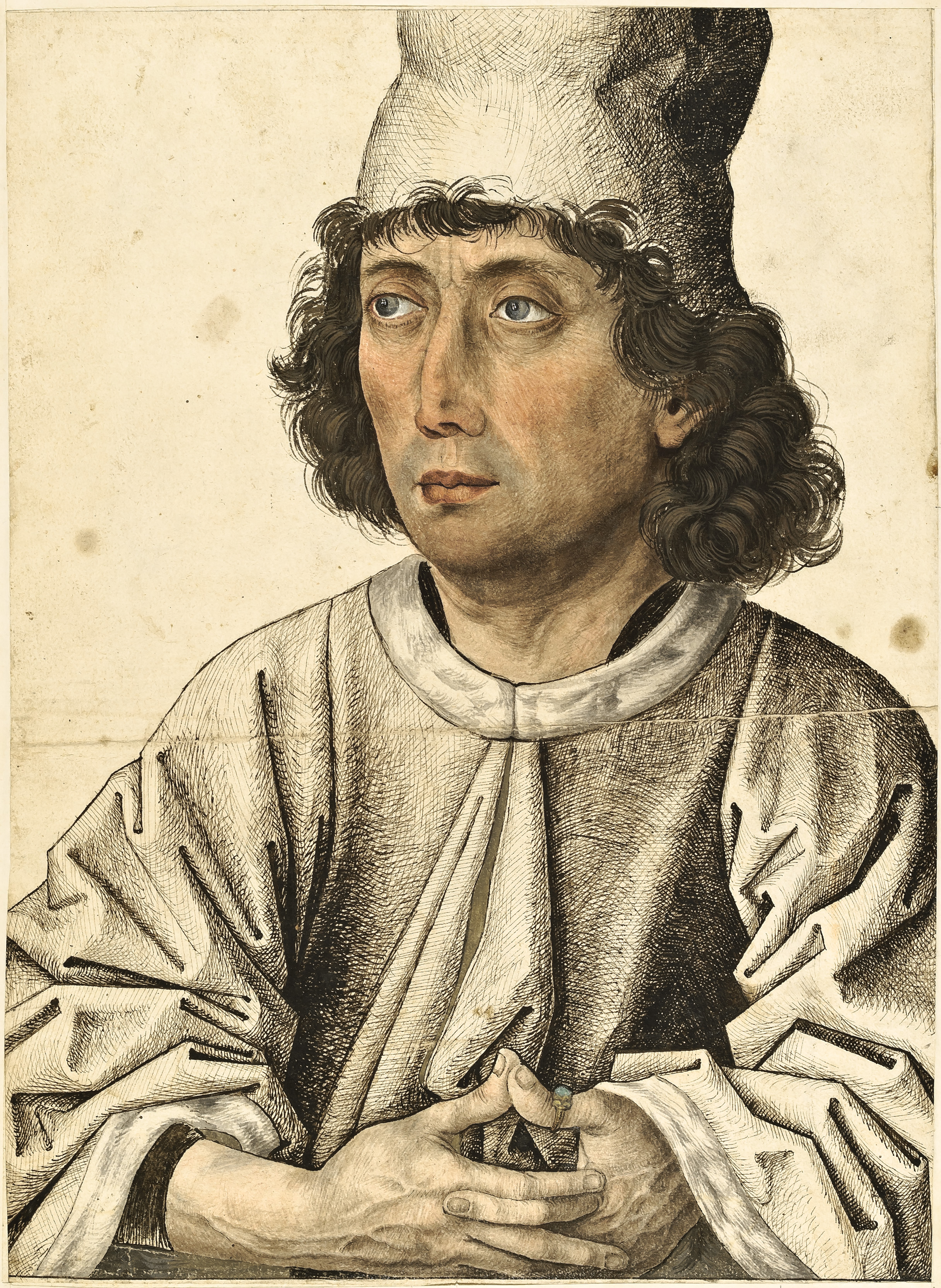
Der Kleine Klebeband enthält altdeutsche, niederländische und italienische Meisterzeichnungen vom 15. bis zum mittleren 17. Jahrhundert

- Kleiner Klebeband – 120 Altmeisterzeichnungen aus dem Besitz der Fürsten zu Waldburg-Wolfegg, Kupferstichkabinett Berlin. Gemeinschaftsankauf, zusammen mit der Kulturstiftung der Länder, den Kunstsammlungen & Museen Augsburg  und dem Freistaat Bayern (2011).[20]
- Philipp Otto Runge: Selbstbildnis am Zeichentisch, 1801/1802. Förderung des Ankaufs für die Hamburger Kunsthalle (2011).[21]
- Hubert Gerhard: Bronzeplastik des Merkur, Bayerisches Nationalmuseum München. Ankauf und Dauerleihgabe an das Museum (2012).[22]
- Meister von Meßkirch: Wildensteiner Altar, 1536. Förderung des Ankaufs für die Staatsgalerie Stuttgart, zusammen mit der Museumsstiftung Baden-Württemberg und der Kulturstiftung der Länder (2012).[23]
- Louis Castelli: Kopie der Sixtinischen Madonna von Raffael, 1847. Rückkauf für die Sammlung Lindenau im Lindenau-Museum, Altenburg (2014).[24]
- Lübecker Sammlung mittelalterlicher Kirchenkunst, Förderung von Restaurierungsmaßnahmen und Begleitkatalog zur Ausstellung Lübeck 1500 (2015).[25]
- René Magritte: Le Goût de L’invisible. Förderung des Ankaufs für die Staatliche Kunsthalle Karlsruhe, zusammen mit der Kulturstiftung der Länder und der Museumsstiftung des Landes Baden-Württemberg (2016).[26]
- Bildteppich mit der Darstellung der Heiligen Sippe, Fragment von 1527. Förderung des Ankaufs des Domschatz- und Diözesanmuseum Eichstätt, zusammen mit der Kulturstiftung der Länder und der St. Willibald-Stiftung (2016).[27]
- August Macke: Wäsche im Garten in Kandern, 1907. Förderung des Ankaufs für das Museum für Neue Kunst, Freiburg, zusammen mit der Kulturstiftung der Länder (2016).[28]
- Hendrik Lot: Morgendämmerung, 1832/47. Förderung des Ankaufs für die Stiftung BC Koekkoek Haus, Kleve, zusammen mit der Kulturstiftung der Länder (2016).[29]
- Amsterdam Machsor, um 1240, in Köln gefertigt. Förderung des Ankaufs für das Jüdische Museum Köln/Jüdische Museum Amsterdam, zusammen mit der Kulturstiftung der Länder, der C.L. Grosspeter Stiftung, des Rheinischen Sparkassen- und Giroverbandes, der Sparkasse KölnBonn sowie der Kreissparkasse Köln (2017).[30]
- Paul Klee: Sumpflegende, 1919. Förderung des Rückkaufs für die Städtische Galerie im Lenbachhaus, München, zusammen mit der Kulturstiftung der Länder, der Gabriele Münter- und Johannes Eichner-Stiftung sowie der Landeshauptstadt München (2017).[31]
- Giovanni da Bologna: Bronzeplastik des Mars, vor 1587. Förderung des Ankaufs für die Staatlichen Kunstsammlungen Dresden, zusammen mit dem Freistaat Sachsen, der Beauftragten der Bundesregierung für Kultur und Medien, der Kulturstiftung der Länder und dem Freundeskreis der SKD (2019).[32]
- Digitaler Bestandskatalog Digital Benin, Alleinförderung der Digitalen Plattform zur Zusammenführung der Kunstschätze aus dem Königreich Benin[33]

Selbstbildnis am Zeichentisch – Philipp Otto Runge, 1801/1802, Schwarze und weiße Kreide auf braunem Papier, 553 × 433 mm, Hamburger Kunsthalle.
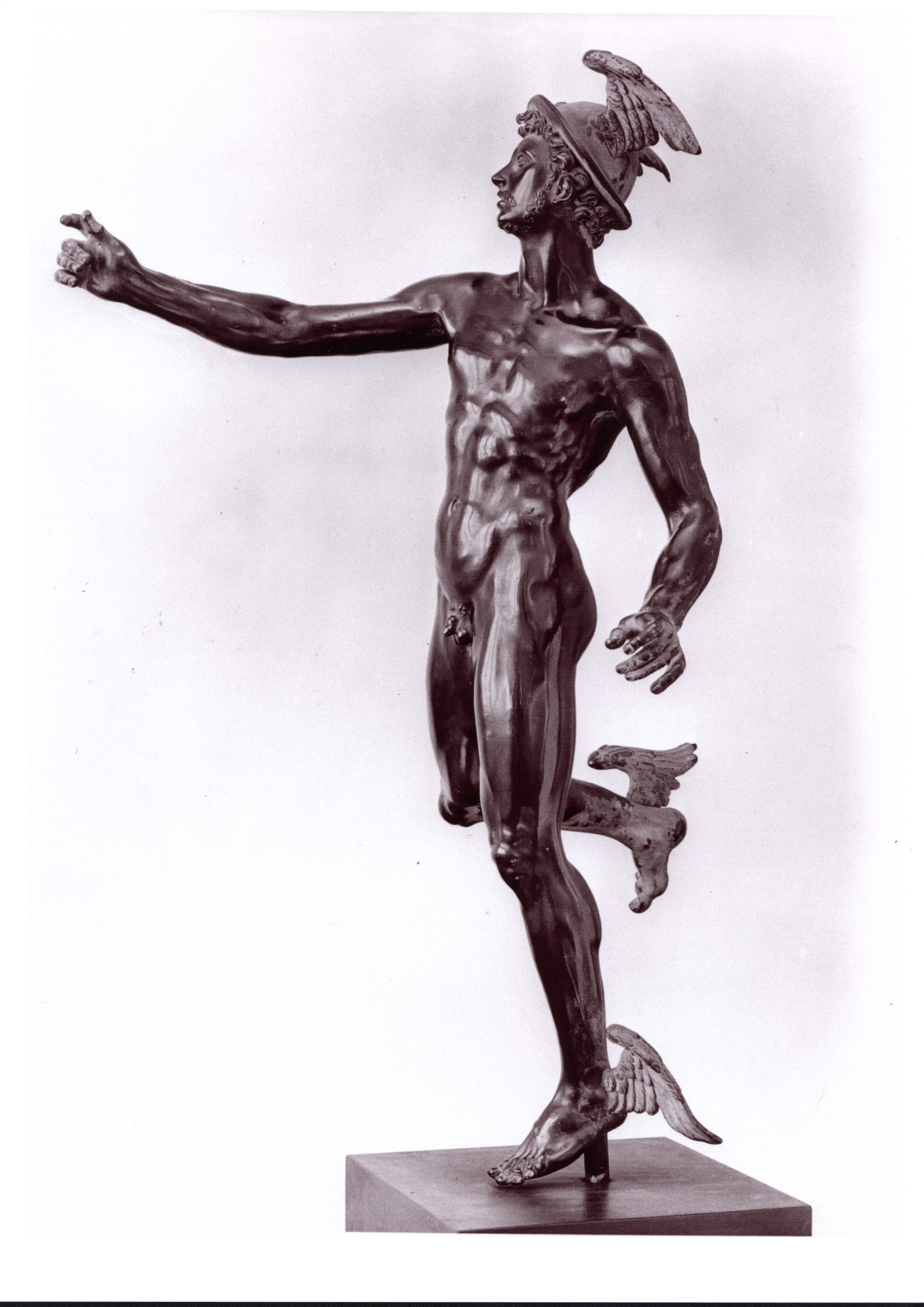
Merkur – Hubert Gerhard, Bronzeplastik aus der Zeit vor 1600, charakteristisch für den Manierismus
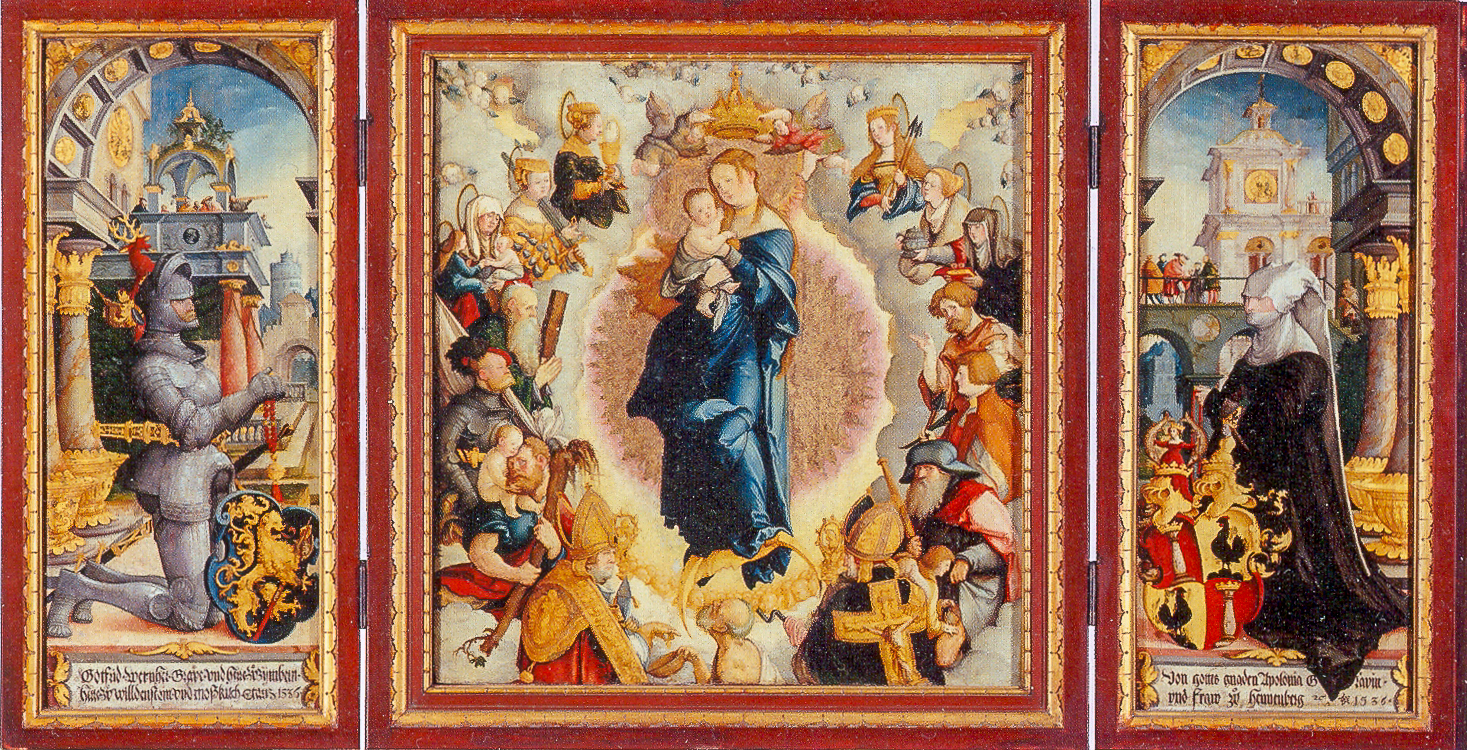
Meister von Meßkirch, Wildensteiner Altar im geöffneten Zustand, 1536, Mitteltafel 64 × 60 cm, Drehflügel je 68 × 28 cm, Staatsgalerie Stuttgart.
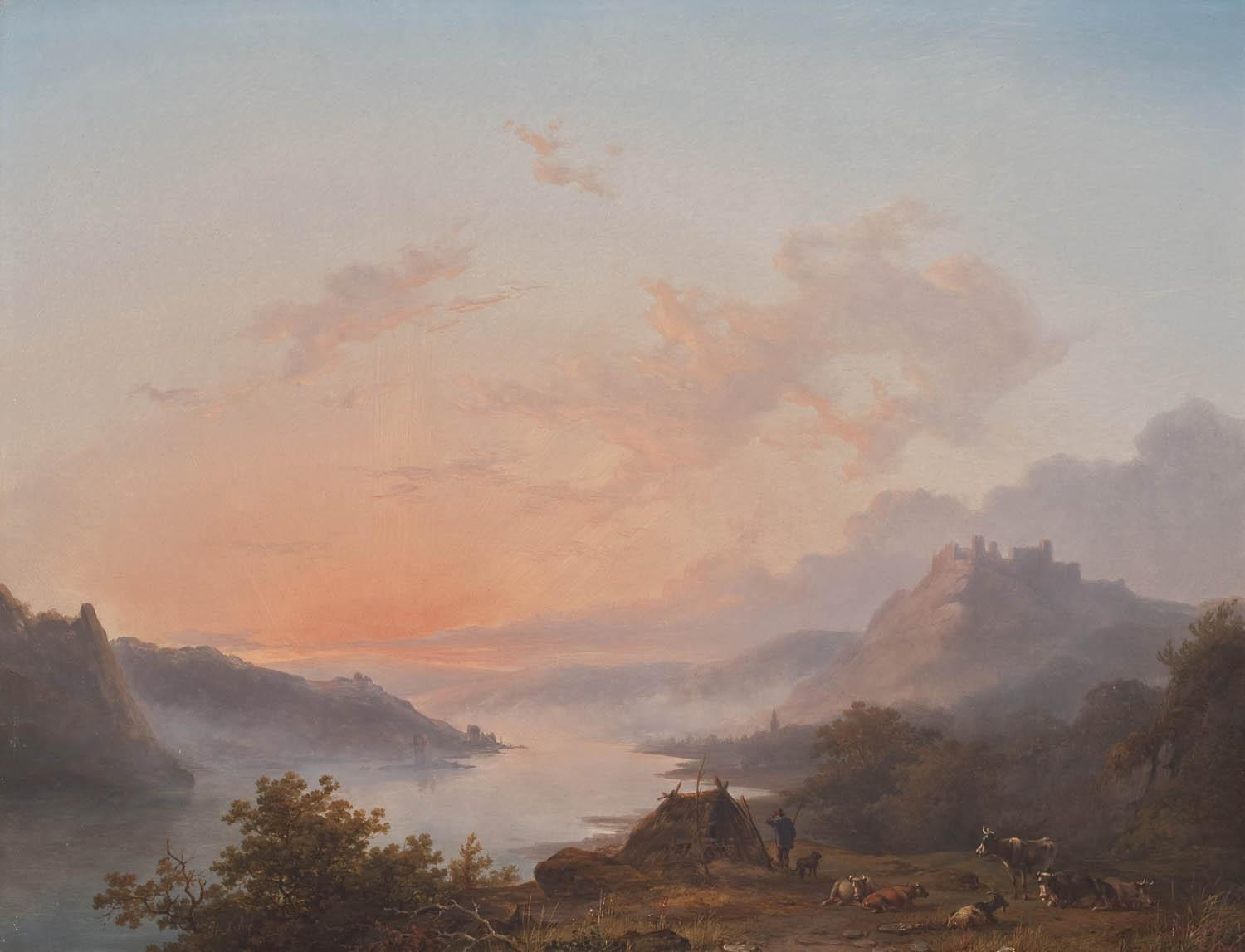
Morgendämmerung am Rhein – Hendrik Lot, 1832/47, Öl auf Holz, B. C. Koekkoek-Haus, Kleve.
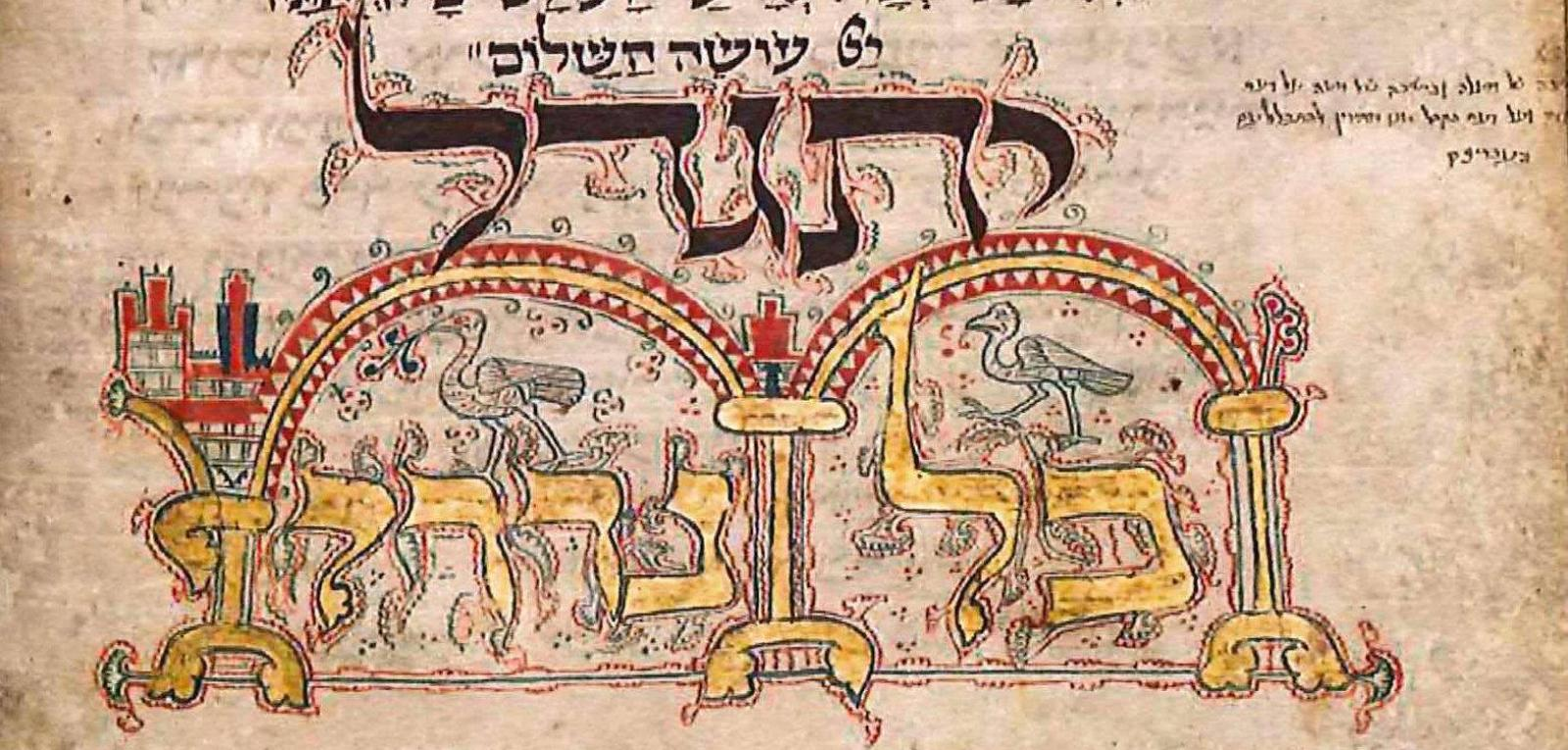
Amsterdam Machsor, Ausschnitt aus Folium 180v, um 1240.
Sumpflegende – Paul Klee, 1919, Öl auf Karton, 47 × 41, Städtische Galerie im Lenbachhaus.